# Poopó-tó
A Poopó-tó egy időszakos tó, Bolíviában található. 80 km hosszú, legszélesebb pontján 50 km széles. Mélysége nem haladja meg a 3 métert. A Poopó-tó a Desaguadero-folyón keresztül van összekötve a Titicaca-tóval. A tó keleti része az év nagy részében szinte mindig kiszárad. 1994-ben a tó teljes egészében kiszáradt. A globális felmelegedés következtében a tó párolgása erőteljesebb, hosszabb ideig marad szárazon.
2015-ben a tó újból kiszáradt, és a szakemberek attól tartanak, hogy a vízzel való feltöltődése sok évet vehet igénybe, ha egyáltalán megtörténik. A kiszáradás okai között a globális felmelegedés mellett szerepet játszik a közeli bányászat, a mezőgazdasági művelés, és az El Niño által okozott aszályos időszak.

## Külső hivatkozások
- nehézfémek a Poopó-tónál[halott link]
- nehézfémek a Poopó-tónál
- NASA fotók: Poopó-tó Archiválva 2008. szeptember 24-i dátummal a Wayback Machine-ben
- Bolivia
- Bolivia